# أبو المعالي نصر الله منشي
نصر الله بن محمد بن عبد الحميد الشيرازي (بالفارسية: نصرالله بن محمد بن عبدالحمید شیرازی) المعروف باسم أبو المعالي نصر الله، كان شاعراً ورجل دولة فارسي، وقد شغل منصب وزير لدى السلطان الغزنوي خسرو مالك.

## نبذة
ولد أبو المعالي نصر الله في غزنة، وهو حفيد عبد الحميد الشيرازي، الذي كان يعد وزيراً بارزاً في الدولة الغزنوية والذي بدوره كان ابناً للوزير الغزنوي أحمد الشيرازي ابن أبي طاهر الذي كان يعمل لدى السامانيين، وتعود أصول عائلتهم إلى شيراز الواقعة جنوب إيران. عمل أبو المعالي في وقت لاحق في المحكمة، كما أصبح شاعراً. في القرن السادس الهجري وتحديداً في الفترة ما بين 1143 - 1146م قام أبو المعالي بترجمة كليلة ودمنة من العربية إلى الفارسية، وأهداه إلى السلطان بهرام شاه.
في عهد حفيد بهرام شاه آخر السلاطين الغزنويين خسرو مالك، تمت تعيين أبو المعالي نصر الله كوزير له، ولكن لاحقاً تم حرمانه من ذلك وسجن ثم أعدم.